# Jaroslav Panáček
Jaroslav Panáček (11. dubna 1908 Čejetičky – 15. dubna 1992 Česká Lípa) byl kronikář, regionální historik a dlouholetý organizátor společenského života v České Lípě. Později byl jmenován jejím čestným občanem.

## Rodina
Narodil se jako mladší syn do rodiny železničáře. Starším bratrem byl Josef Panáček, pozdější redaktor časopisu Železničář a v roce 1970 autor knihy o Karlu Hynkovi Máchovi.

## Ze života
V letech 1920 až 1924 absolvoval reálku v Mladé Boleslavi a pak pokračoval v studiích v České Lípě. Patřil mezi jedenáct prvních absolventů českého reformního reálného gymnázia v České Lípě, v té době převážně německé (součást pozdějších Sudet). Po ukončení středoškolského studia maturitou v roce 1928 vystudoval v letech 1928 až 1932 češtinu a němčinu na Karlově univerzitě v Praze a nastoupil jako učitel na různých školách Čech i Moravy, mj. na státní české chlapecké škole v České Lípě. Se svým kolegou učitelem Janem Doušou spoluzaložili operetu i pochodovou píseň. Roku 1937 se oženil s Hedvikou Skrbkovou.

## V Sezemicích
V roce 1938 se s celou rodinou odstěhoval do českého vnitrozemí, do Sezemic na Pardubicku. Strávil tu více než 6 let. Zde učil, staral se o obecní archiv, hrál divadlo i sportoval. Po osvobození vlasti se do České Lípy v červnu 1945 vrátil a už zde zůstal natrvalo.

## V České Lípě
Stal se zde roku 1945 prvním poválečným archivářem a kronikářem města. Městský archiv jako dobrovolník vedl 6 let. Po skončení 2. světové války přednášel, organizoval řadu besed, založil v České Lípě Arbesův festival. Byl jmenován na několika školách zástupcem ředitele školy a v roce 1967–1968 byl ředitelem na ZDŠ Tyršova v Mánesově ulici. V srpnu 1968 odešel do důchodu.

## Další mimoškolní aktivity
S Marií Vojtíškovou byl spoluautorem knihy o historii města Česká Lípa. Jedná se o autora zpracování historie divadelního souboru Jirásek z České Lípy, historie kopané ve městě. Činný byl desítky let i v jiných oblastech života, zejména v lehké atletice. Oddíl lehké atletiky zde založil a vedl jej po řadu let. Pro atlety vedl kroniku a pomáhal i jako rozhodčí. Byl členem městské komise pro regeneraci památek Do důchodu odešel z Tyršovy školy a jako důchodce se znovu ujal městské kroniky a pomáhal jako brigádník v Okresním archivu.
V roce 1983 onemocněl, nemohl chodit, pomáhal tedy z domova. Ve svých 84 letech 15. dubna 1992 zemřel.

## Čestné občanství města
V listopadu 2008 obdržel „Za celoživotní pedagogickou, historickou, literární a sportovní činnost, kterou významnou měrou přispěl ke společenskému a duchovnímu rozvoji města Česká Lípa“, in memoriam titul čestný občan města Česká Lípa. Vyznamenání od členů rady převzal jeho syn Ing. Jaroslav Panáček (předseda Vlastivědného spolku Českolipska) ve Vlastivědném muzeu města, kde byla právě instalována pamětní výstava o životě jeho otce.
Písemná pozůstalost byla uložena v Okresním archivu.

## Vydané práce

### Samostatné knižní práce
- Pozůstalost Amauda A.Paudlera (1973)
- Václav Studnička (1972)

### Spoluautor knih
- Česká Lípa (1976), s Marií Vojtíškovou
- Českolipské obrázky (2006), s J.Blažkovou)

### Spoluautor operety
- Modrá armáda (1937, s Janem Doušou)

### Autor slov hudebního pochodu
- Stráž vlasti (1938, hudbu aložil Jan Douša)